# Georg Christian (Ostfriesland)

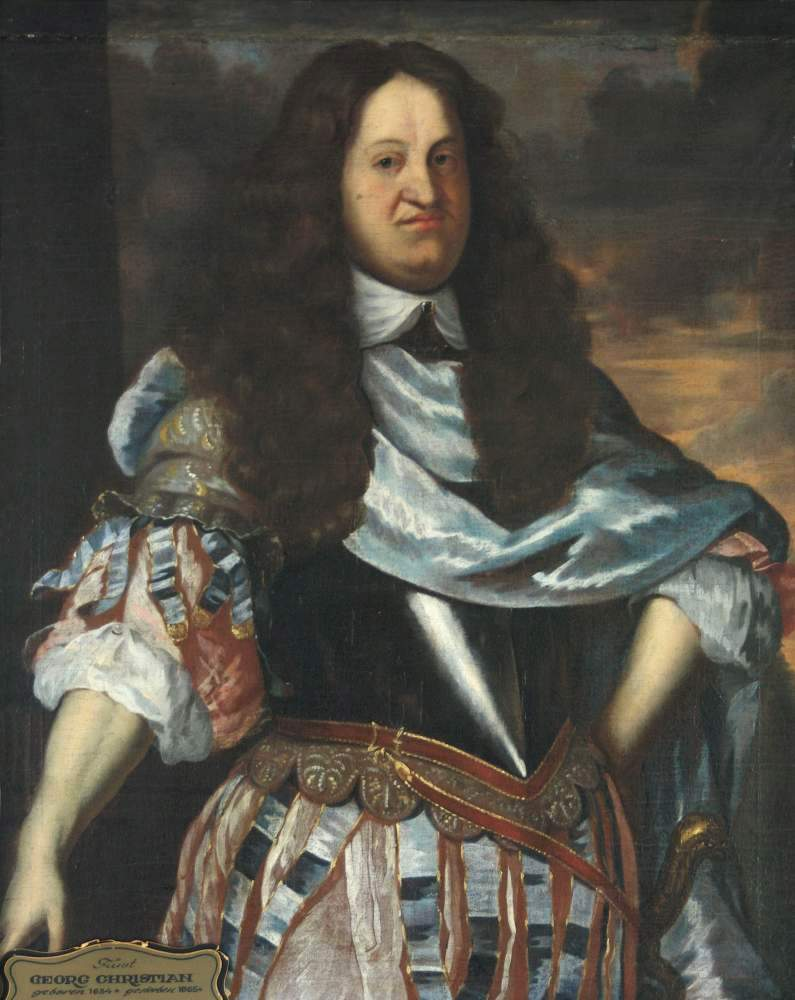
Georg Christian

Georg Christian (* 6. Februar 1634 in Aurich; † 6. Juni 1665 ebenda) aus dem Geschlecht der Cirksena war nach dem Tod seines Bruders Enno Ludwig von 1660 bis 1665 Regent der Grafschaft Ostfriesland. Unter seiner Regentschaft erlangte die Familie Cirksena am 18. April 1662 die erbliche Reichsfürstenwürde.

## Leben
Georg Christian war der zweite Sohn des Grafen Ulrich II. und dessen Frau Juliane. Er wuchs zusammen mit seinem jüngeren Bruder Edzard Ferdinand am Hofe in Aurich auf. Gemeinsam besuchten sie ab 1649 die Akademien von Breda und Tübingen. Georg Christians Ausbildung wurde aber vorzeitig für beendet erklärt, da sich bei ihm „schon recht bald ein wachsendes Desinteresse und schließlich auch mangelnde Begabung für seine weiteren Studien bemerkbar machten.“ Es folgte ein kurzer Aufenthalt in Paris, ehe er im April 1656 endgültig an den Hof seines Bruders Enno Ludwig nach Aurich zurückkehrte.
Enno Ludwig verstarb am 4. April 1660 an den Folgen eines Jagdunfalls. Da aus dessen Ehe mit Sophie von Barby zwei Töchter entstammen, folgte ihm sein Bruder aufgrund der seinerzeit gültigen Thronfolgeregelung als Graf von Ostfriesland nach. Nach dem überraschenden Tod Enno Ludwigs hatte der dritte Bruder, Edzard Ferdinand von Georg Christian eine Teilung der Herrschaft gefordert. Damit konnte er sich jedoch nicht durchsetzen. Auch eine Forderung Edzard Ferdinand nach einer Auszahlung seines Erbteils stand im Raume. Am 18. Januar 1661 kam es zu einer Einigung zwischen den Brüdern. Edzard Ferdinand verzichtete gegen eine jährliche Apanage auf eine Mitregierung und zog sich mit einem kleinen Hofstaat nach Norden zurück, wo er als Graf von Norden residierte.
Georg Christian hatte seine Frau, Christine Charlotte, bereits in Tübingen kennengelernt. Sie war eine Tochter des württembergischen Herzogs Eberhard III. aus dessen erster Ehe mit Anna Dorothea von Salm-Kyrburg. Er konnte sie aber erst heiraten, nachdem er am 13. April 1662 die erbliche Reichsfürstenwürde erhalten hatte. Erst damit war Georg Christian ein standesgemäßer Bräutigam und so wurde die Ehe am 10. Mai 1662 geschlossen.
Gleich nach seinem Regierungsantritt versuchte er, seine Herrschaft zu etablieren, wobei es zu schweren Konflikten mit den Ständen kam. Ein Teil der Stände unter der Führung der Stadt Emden weigerte sich sogar, den Regierungsantritt Georg Christians anzuerkennen. Stattdessen plante diese Gruppe offen, Edzard Ferdinand anstelle seines Bruders als Landesherrn einzusetzen. Als Edzard Ferdinand davon erfuhr, bemühte umgehend um eine Aussöhnung mit Georg Christian. Daraufhin schlossen die Brüder am 19. Januar 1661 einen Vertrag. Edzard Ferdinand verzichtete darin gegen eine jährliche Apanage auf eine Mitregierung.
Die Konflikte mit den Ständen erreichten dagegen bald die Schwelle eines Bürgerkrieges und konnten erst durch niederländische Vermittlung beigelegt werden. Nach längeren Verhandlungen mit den Ständen wurden am 19. Juni 1662 und am 4. Oktober 1663 Vergleiche geschlossen. Die Niederlande traten dabei als Garantiemacht auf. In beiden Verträgen wurde das Verhältnis zwischen Fürst und den Ständen festgelegt, d. h. die Stände erhielten ihre alten Privilegien nach einer erheblichen Geldzahlung zurück.
Unter Georg Christian eskalierte der Konflikt mit dem Bistum Münster, der noch auf Ausgleichszahlungen aus dem Berumer Vergleich beruhte. Unter dem Vorwand, mit der Eintreibung von Abfindungsgeldern für das Harlingerland beauftragt zu sein, ließ der münstersche Bischof Christoph Bernhard von Galen im Jahre 1663 seine Truppen in Ostfriesland einmarschieren. Unter dem Oberst Elverfeld wurden die Hampoelschanze und die Dieler Schanze an der Südgrenze Ostfrieslands erobert. Diese konnte 1664 von niederländischen Truppen zurückerobert werden. Georg Christian überließ solcherlei Probleme grundsätzlich seinen Beamten oder den Landständen. Die unruhige und konfliktreiche Regierungszeit endete bereits nach fünf Jahren, als Georg Christian am 6. Juni 1665 überraschend starb. Zu diesem Zeitpunkt war seine Frau schwanger. Der Sohn und Nachfolger, Christian Eberhard, wurde am 1. Oktober 1665 geboren. Daher übernahm seine Mutter bis 1690 die vormundschaftliche Regierung.

## Familie
Georg Christian heiratete am 10. Mai 1662 Christine Charlotte von Württemberg (* 21. Oktober 1645; † 16. Mai 1699). Das Paar hatte folgende Kinder:
- Eberhardine Sophia Christine   (* 25. März 1663; † 30. Juli 1664)
- Christina Charlotte  (* 3. Januar 1664; † 3. Juni 1666)
- Christian Eberhard (* 1. Oktober 1665; † 30. Juni 1708) ⚭ 3. März 1685 Eberhardine Sophie zu Oettingen-Oettingen (* 16. August 1666, † 30. Oktober 1700)

Erst vier Monate nach dem unerwartet frühen Tod Georg Christians gebar Christine Charlotte den Sohn Christian Eberhard. Für diesen führte sie 25 Jahre lang eine vormundschaftliche Regierung.